# Високоговорител
Високоговорителите са устройства, които преобразуват електрическа енергия в акустични трептения с честота в диапазона на възприемане на човешкото ухо. Създадените от него акустични трептения по форма ще съответстват точно на електрическия сигнал, ако зависимостта между електрическите величини на входа и механичните на изхода е линейна. На практика реализирането на идентични по форма акустични трептения с електрическия сигнал е много трудно за целия честотен диапазон, дори и за съвременните високоговорители, поради невъзможност в много широк диапазон да се изработи линейно работеща трептяща механична система.
Една от основните причини за разликата между оригиналния звук и възпроизведения след електронната обработка от високоговорител, е ограничената честотна лента при преноса с електромагнитни вълни на звук и възпроизвеждането им в радиоприемниците. За амплитудно модулирани сигнали това е честотна лента около 4,5 kHz, а при използването на честотна модулация, честотната лента е ограничена в диапазона малко над 10 kHz. Ограничената честотна лента влошава звуковата картина, както по ниски, така и по високи честоти в рамките на чуваемите от човешкото ухо до 20 kHz. Електрическият сигнал от акустичния диапазон не се преобразува добре и от преобразувателите на акустични вълни (микрофони), а така също и от носителите, използвани за запис, съхранение и възпроизвеждане на звук. Тези несъвършенства на електронните системи при първоначално преобразуване, пренос и възпроизвеждане от механичните несъвършенства на високоговорителите се компенсират със създаването на високоговорители само за определена честотна лента и подходящото им поставяне за съвместна работа с други високоговорители в специализирани тела за възпроизвеждане на звук наричани тонколони.

## Видове
Високоговорителите могат да бъдат класифицирани по следния начин:
- Според излъчването:
  - Директно – мембранни
  - Индиректно – рупорни, акустични лещи
- Според електромеханичния преобразовател:
  - Електродинамични
  - Електромагнитни
  - Електростатични
  - Кондензаторни – пиезоелектрични
  - Лентови
  - Термойонни (Йонофони)
- Според вида на мембраната:
  - Кръгли
  - Квадратни
  - Овални
  - Съставни – притежават повече от една мембрана
  - Куполни
  - „Пчелна пита“
- Според излъчвания честотен обхват:
  - Теснолентови – НЧ, СЧ и ВЧ
  - Широколентови
  - Специални